# Steve Gohouri
Steven Lohoré Gohouri (ur. 8 lutego 1981 w Treichville, zm. w grudniu 2015 w Krefeld) – reprezentant Wybrzeża Kości Słoniowej, posiadający również francuskie obywatelstwo; obrońca.
Do Bundesligi trafił 28 grudnia, kiedy po jego usługi zgłosili się działacze M'Gladbach. Piłkarz ten podpisał 3,5-letnią umowę z wówczas pierwszoligowym klubem. Kwota transferu wyniosła 1.5 mln €. Po zakończeniu sezonu 2006–07, był łączony z kilkoma klubami, m.in. z Rangers i Newcastle United. W styczniu 2010 roku Gohouri podpisał kontrakt z Wigan Athletic.
W Bundeslidze zadebiutował meczem przeciwko Energie Cottbus, 27 stycznia 2007 roku.
W kadrze narodowej zadebiutował w 2006 w meczu przeciwko reprezentacji Mauritiusa. Kilka dni później wystąpił w spotkaniu przeciwko Madagaskarowi, w Antananarywie. W latach 2006–2011 w drużynie narodowej rozegrał 13 spotkań i zdobył 3 bramki.
Gohouri zaginął 16 grudnia 2015 roku, od tego czasu trwały jego poszukiwania. 2 stycznia 2016 policja poinformowała, że jego ciało znaleziono w rzece Ren.